# Cristiano Ficco
Cristiano Giuseppe Ficco (né le 5 avril 2001) est un haltérophile italien.

## Carrière
Dans la catégorie des 85 kg, il remporte le titre à l'arraché lors des Jeux méditerranéens de 2018, puis dans la même catégorie celui des Jeux olympiques de la jeunesse de 2018 à Buenos Aires.
Il est médaillé de bronze à l'épaulé-jeté en moins de 89 kg aux Championnats d'Europe d'haltérophilie 2022 à Tirana.
Aux Jeux méditerranéens de 2022 à Oran, il est médaillé de bronze à l'arraché en moins de 102 kg.
Il remporte deux médailles de bronze, à l'épaulé-jeté et au total, dans la catégorie des moins de 96 kg aux Championnats d'Europe d'haltérophilie 2023 à Erevan.